# Saint-Clément-de-Valorgue
Saint-Clément-de-Valorgue település Franciaországban, Puy-de-Dôme megyében. Lakosainak száma 237 fő (2022. január 1.). Saint-Clément-de-Valorgue Gumières, Saint-Jean-Soleymieux, La Chaulme, Saint-Anthème és Saint-Romain községekkel határos.

## Népesség
A település népessége az elmúlt években az alábbi módon változott:
| Lakosok száma | 226  | 229  | 234  | 231  | 231  | 232  | 233  | 235  | 237  |
|               | 2013 | 2015 | 2016 | 2017 | 2018 | 2019 | 2020 | 2021 | 2022 |